# Jardín Massey
El jardín Massey (en francés: Jardin Massey), es un parque público, museo, arboreto, y jardín botánico de 12 hectáreas de extensión, de propiedad y administración pública, que se encuentra en Tarbes, Francia.

## Localización

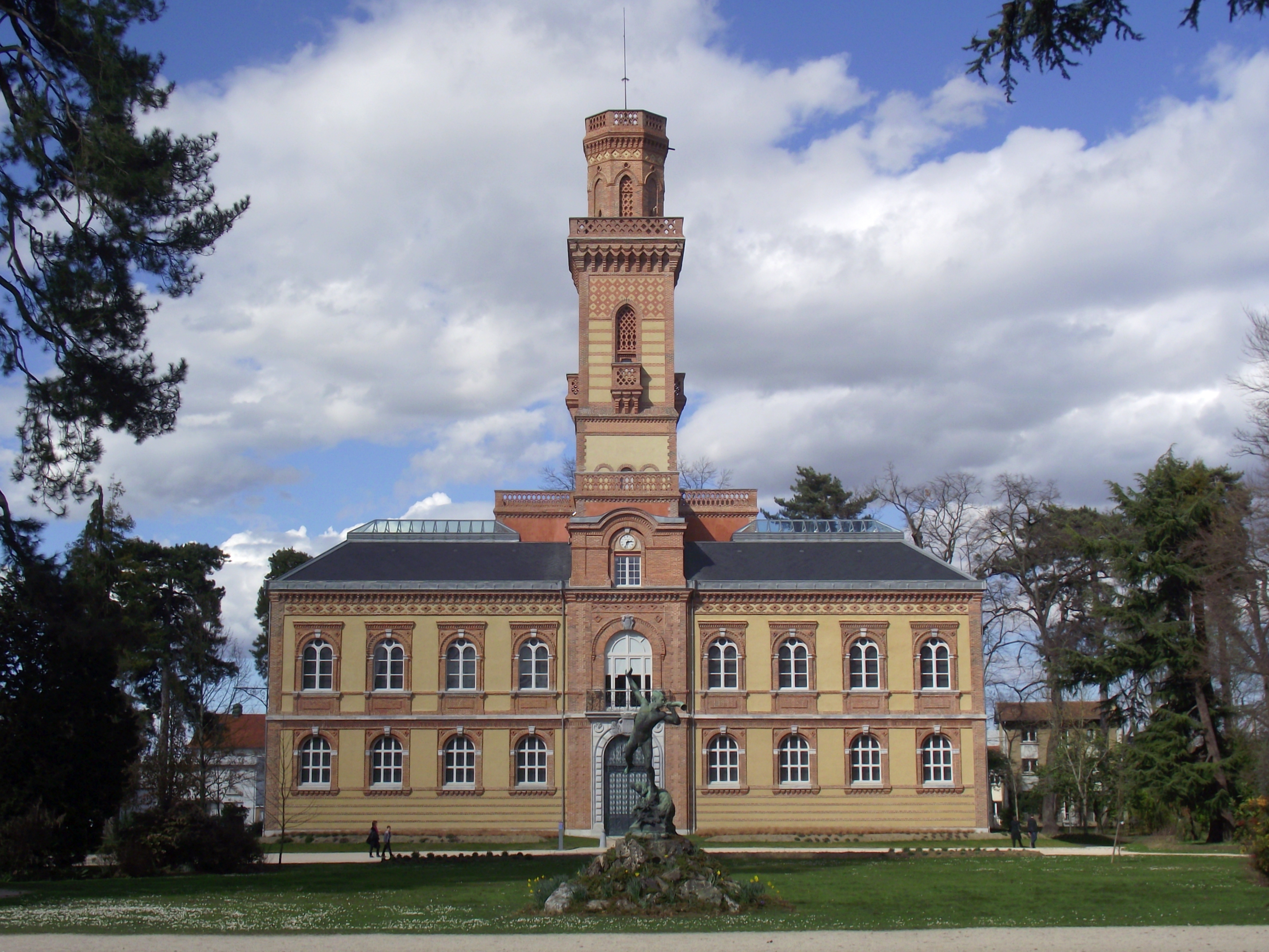
En el interior del jardín Massey se encuentra el edificio del Museo Massey.

Tarbes es una comuna y población de Francia, en la región de Mediodía-Pirineos, departamento de Altos Pirineos, en el distrito de Tarbes y capital de la provincia histórica de Bigorra.
Jardin Massey Place Henri Bordes, Code Postal 65000, Tarbes, Département de Hautes-Pyrénées, Midi-Pyrénées, France-Francia.
Está abierto al público todo el año.

## Historia
Este romántico paisaje del parque es la antigua casa de Placide Massey, famoso botánico del siglo XIX. 
Fue sucesivamente intendente de los jardines que la reina Hortense tenía en Holanda y Francia y director de los parques y jardines de Versalles, Sèvres y Saint-Cloud en 1819. 

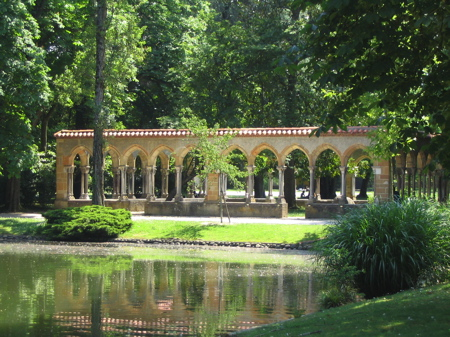
Claustro del de la abadía de "Saint-Sever-de-Rustan" en el interior del jardín Massey.

Massey hizo numerosos planes de jardines de personalidades de la primera mitad siglo XIX. 
Legó su jardín a la ciudad de Tarbes, en 1853. Los trabajos en curso fueron interrumpidos por su muerte, incluido el jardín de invierno que iba a ser adosado a la fachada principal de la torre de observación existentes.
Para reemplazar este edificio, el Consejo Municipal decidió en 1880 proceder a la construcción de un invernadero monumental. A partir de entonces, el arquitecto Jean-Jacques Latour, fue el encargado de elaborar un proyecto para ampliar el parque, incluyendo la excavación de un lago. 
En 1890, la ciudad de Tarbes compró el claustro de la Abadía de San Sever de Rustan, a punto de ser vendido a anticuarios, y lo ubicó en el Jardín Massey.
En el jardín se ubica el museo Massey en el que se encuentra el museo internacional de húsares « "Musée du Hussard" » y museo de bellas artes.
En el jardín Massey también se ubica la «École Supérieure d'Art et de Céramique de Tarbes» (Escuela superior de arte y de cerámica de Tarbes).
Los edificios del jardín están inscritos en el inventario suplementario de monumentos históricos.

Capitelesdel claustro de Saint-Sever-de-Rustan
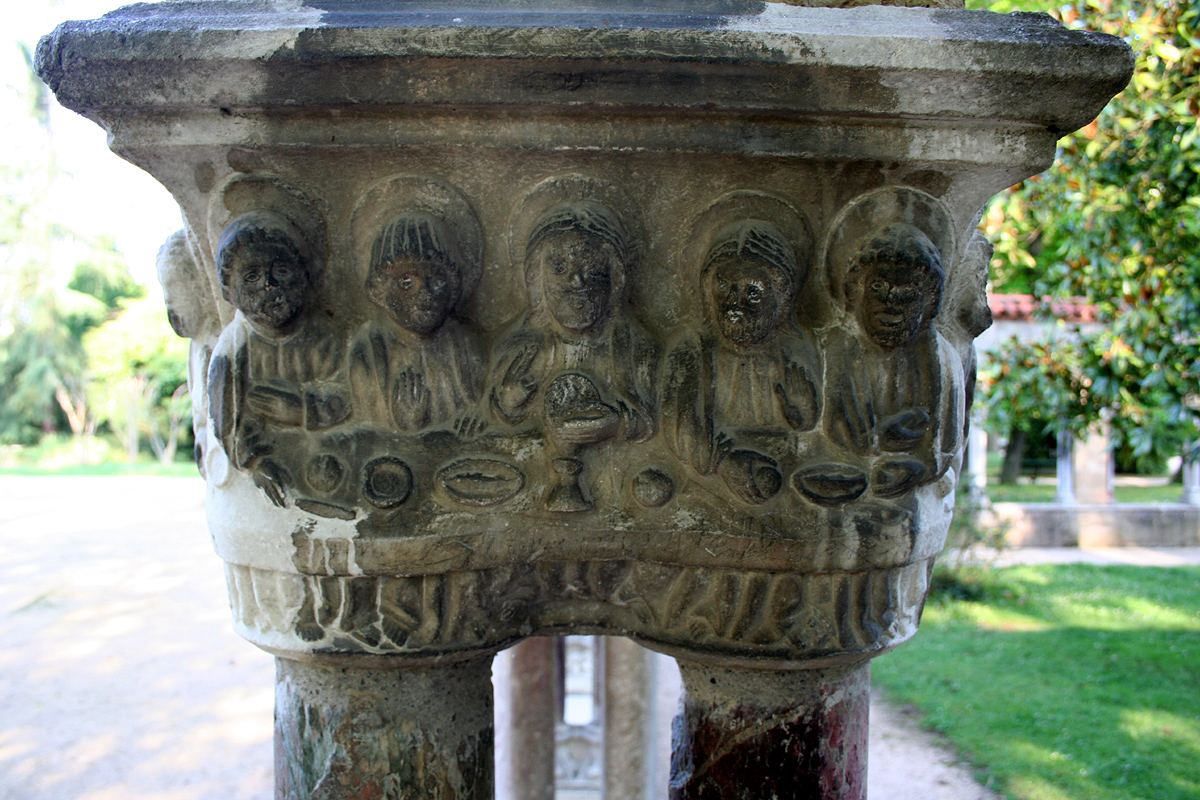
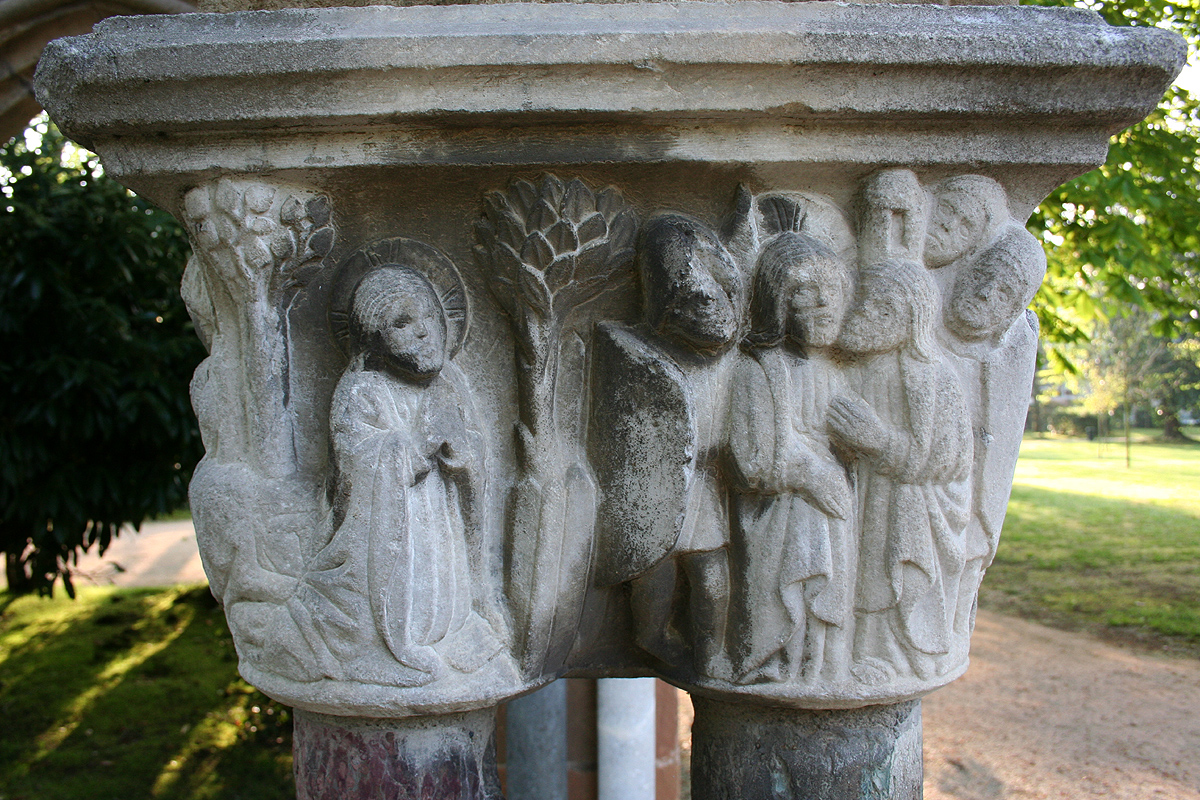
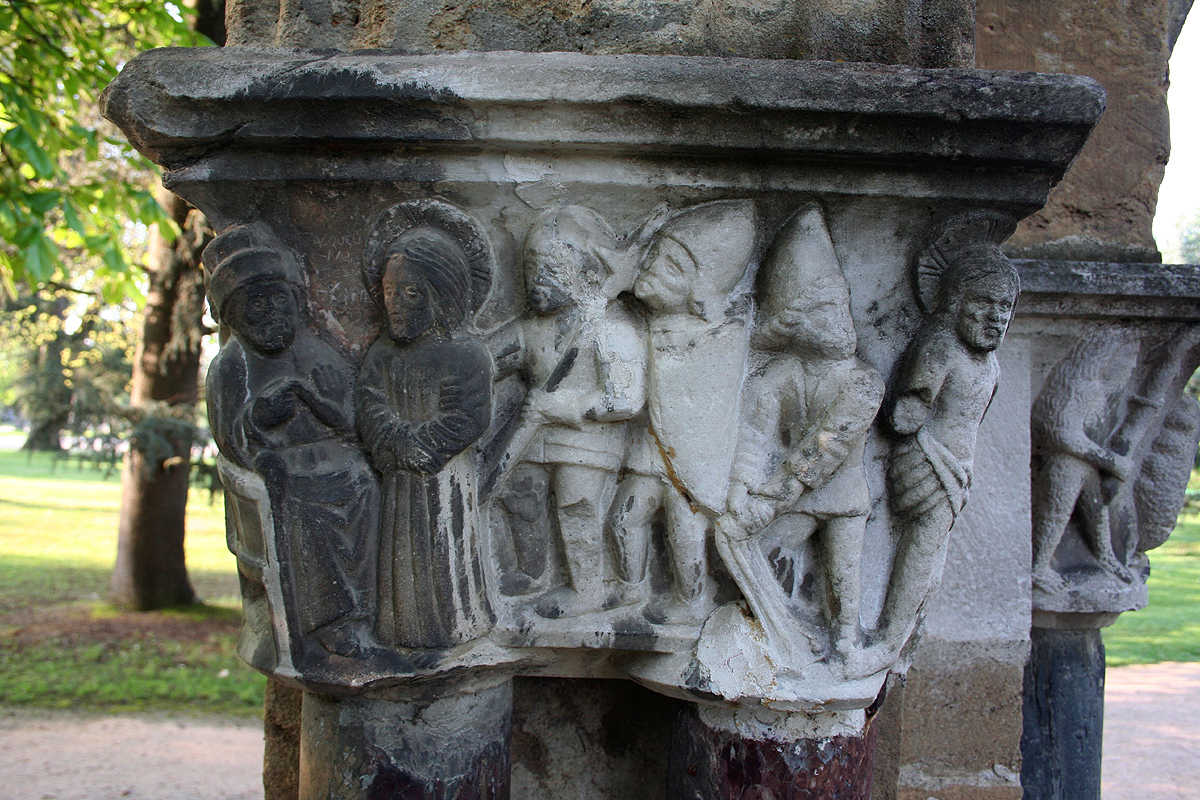
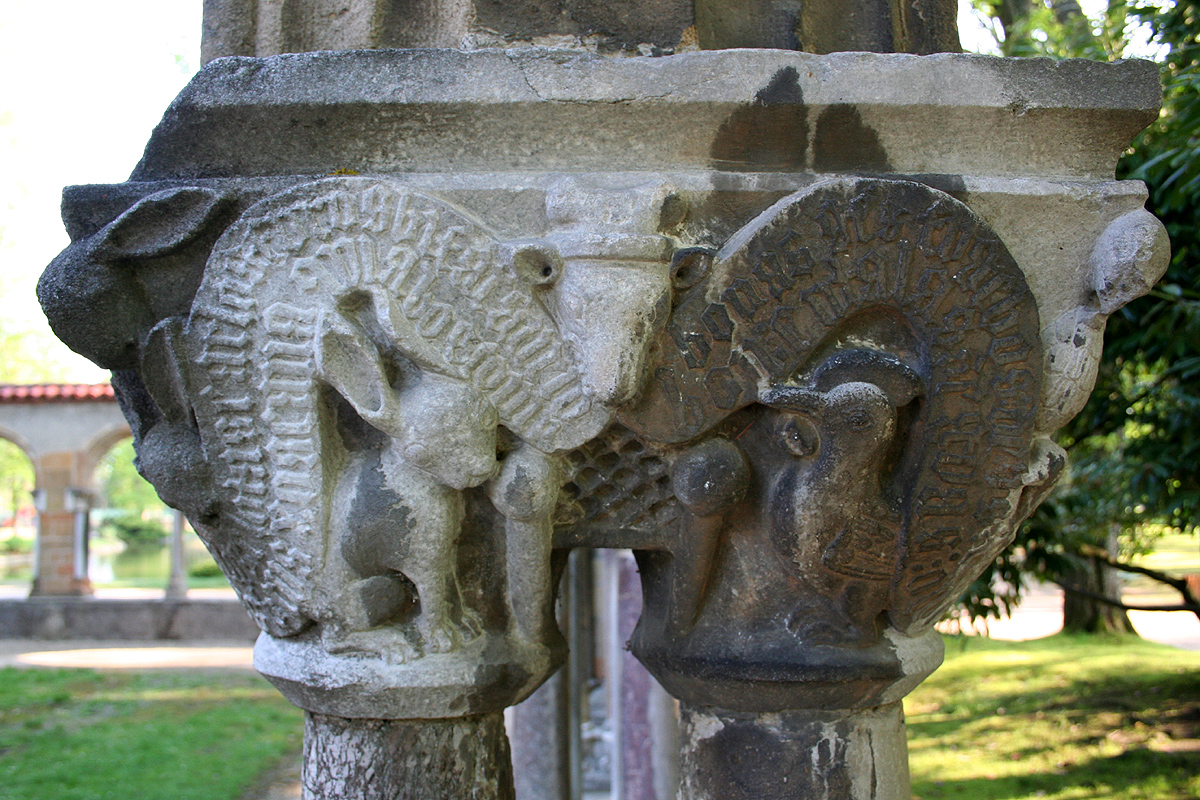

Algunas obras en el "Musée du Hussard" y Bellas Artes del "Musée Massey".

Detalles
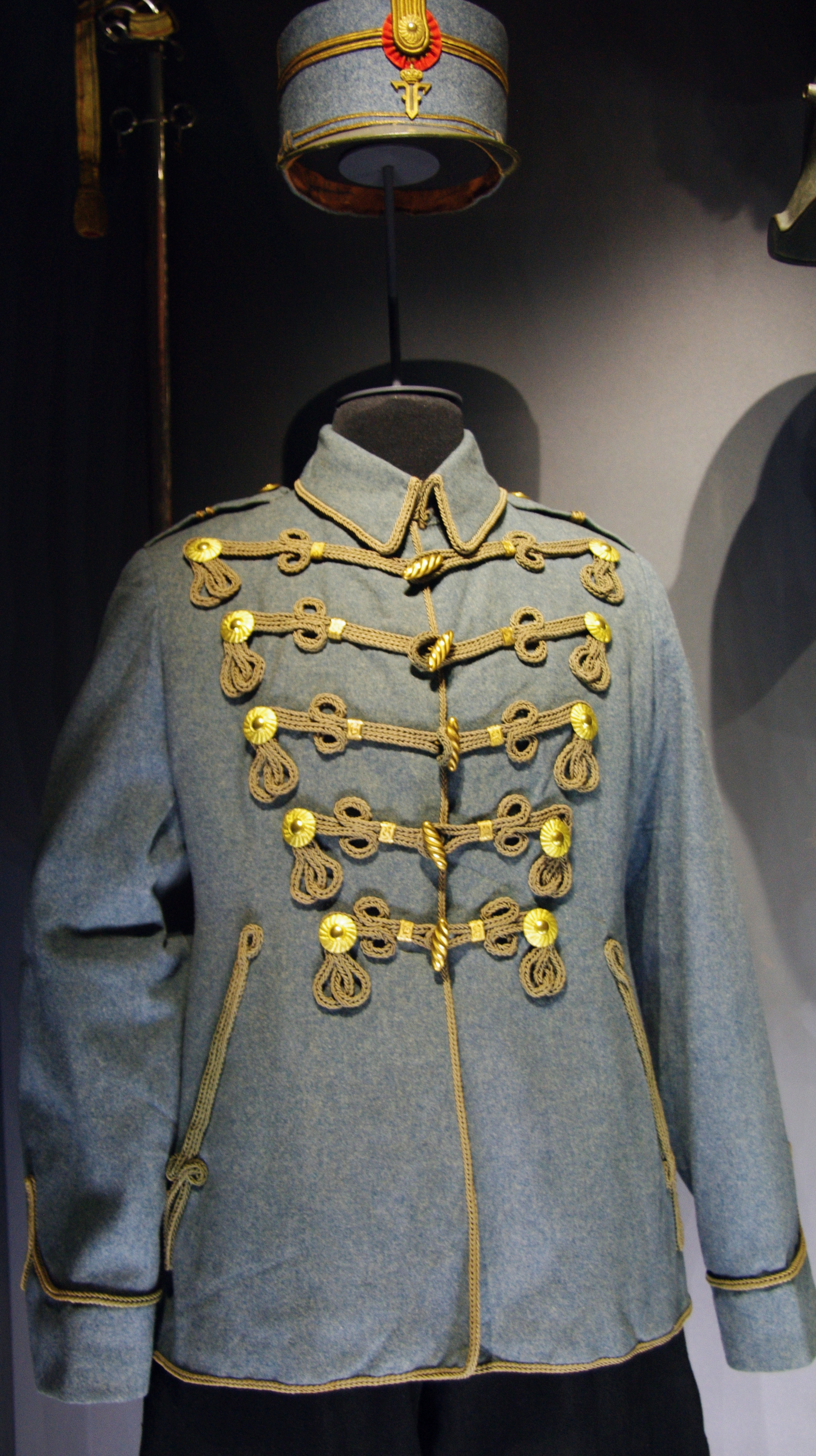
Uniforme de oficial Húsar de Calarashi Rumanía - 1916.
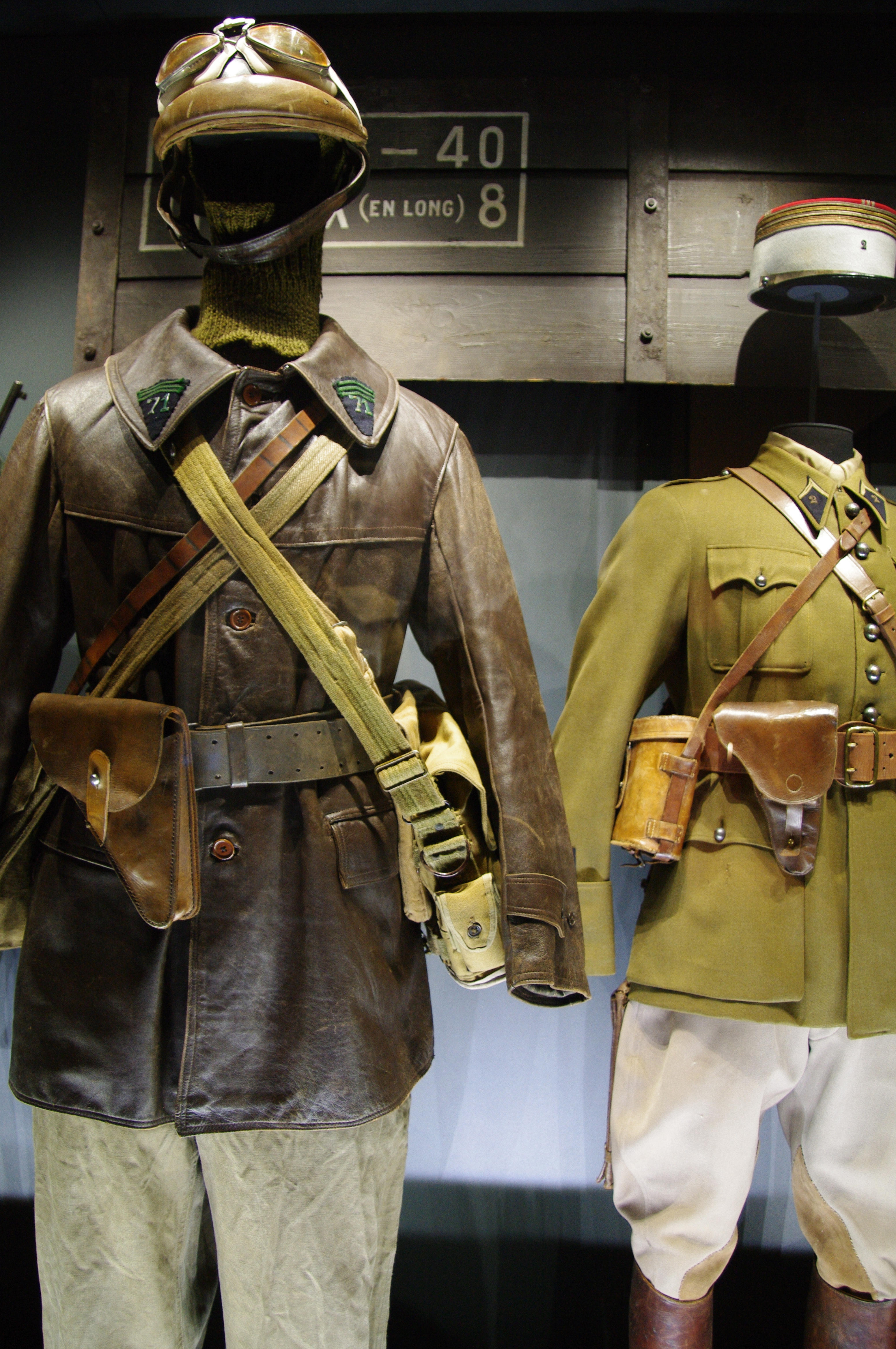
Uniformes de Húsar motorista de 1940 (71 GRDI) y teniente 2º Húsard Francia 1940.
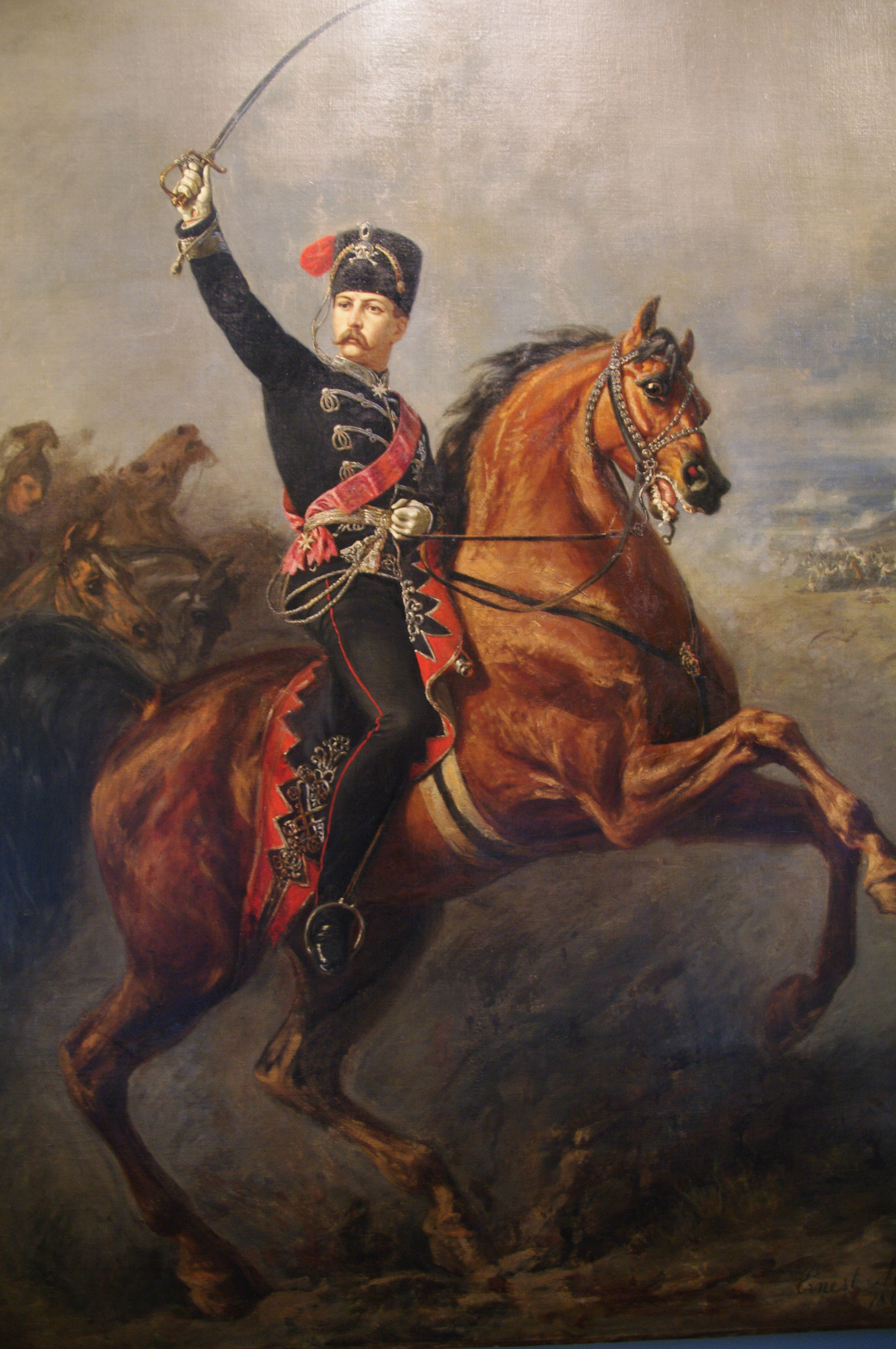
Carlos de Prusia en Sadova, E. Meister, 1866.
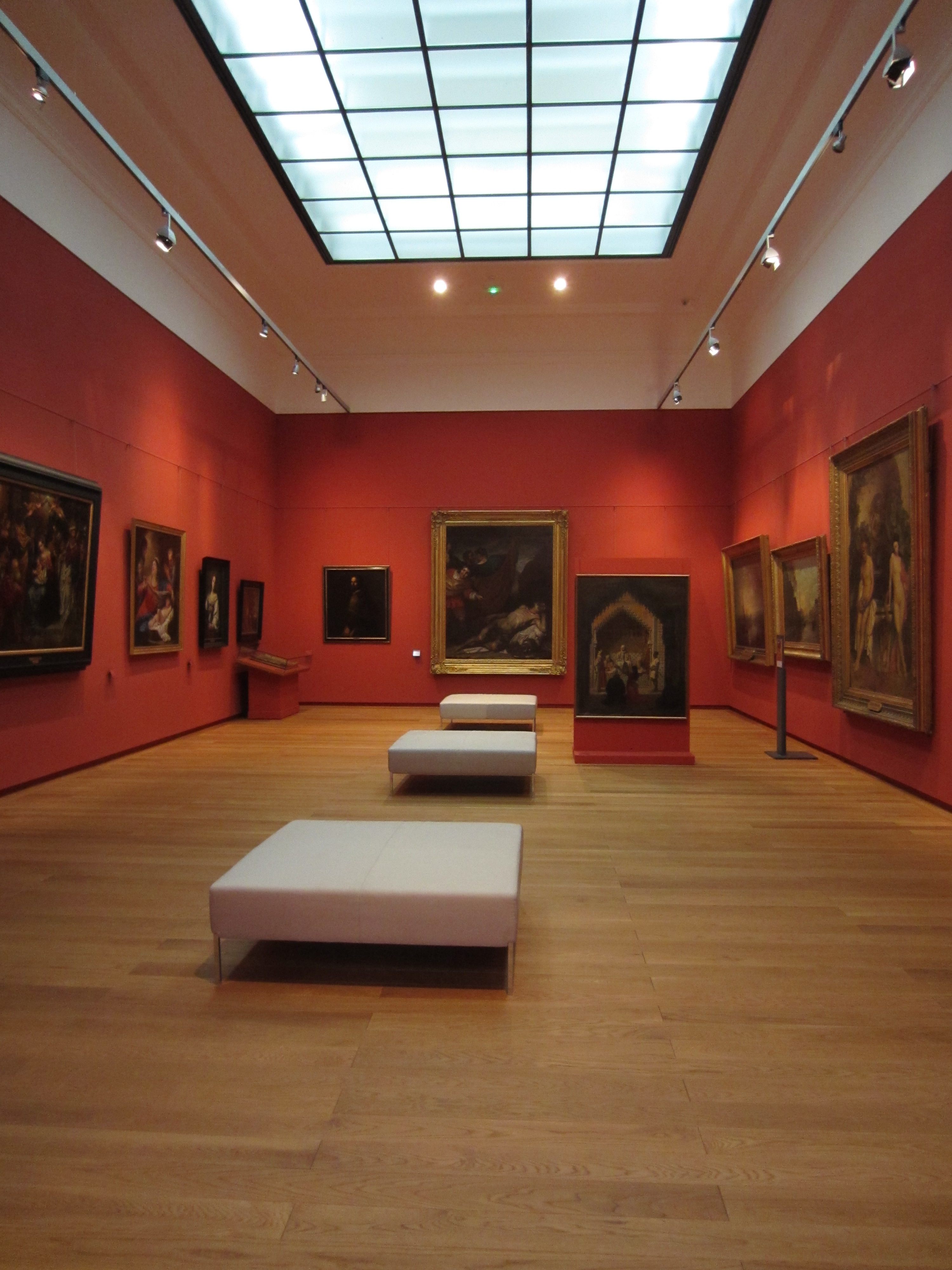
Sala del museo de Bellas Artes.
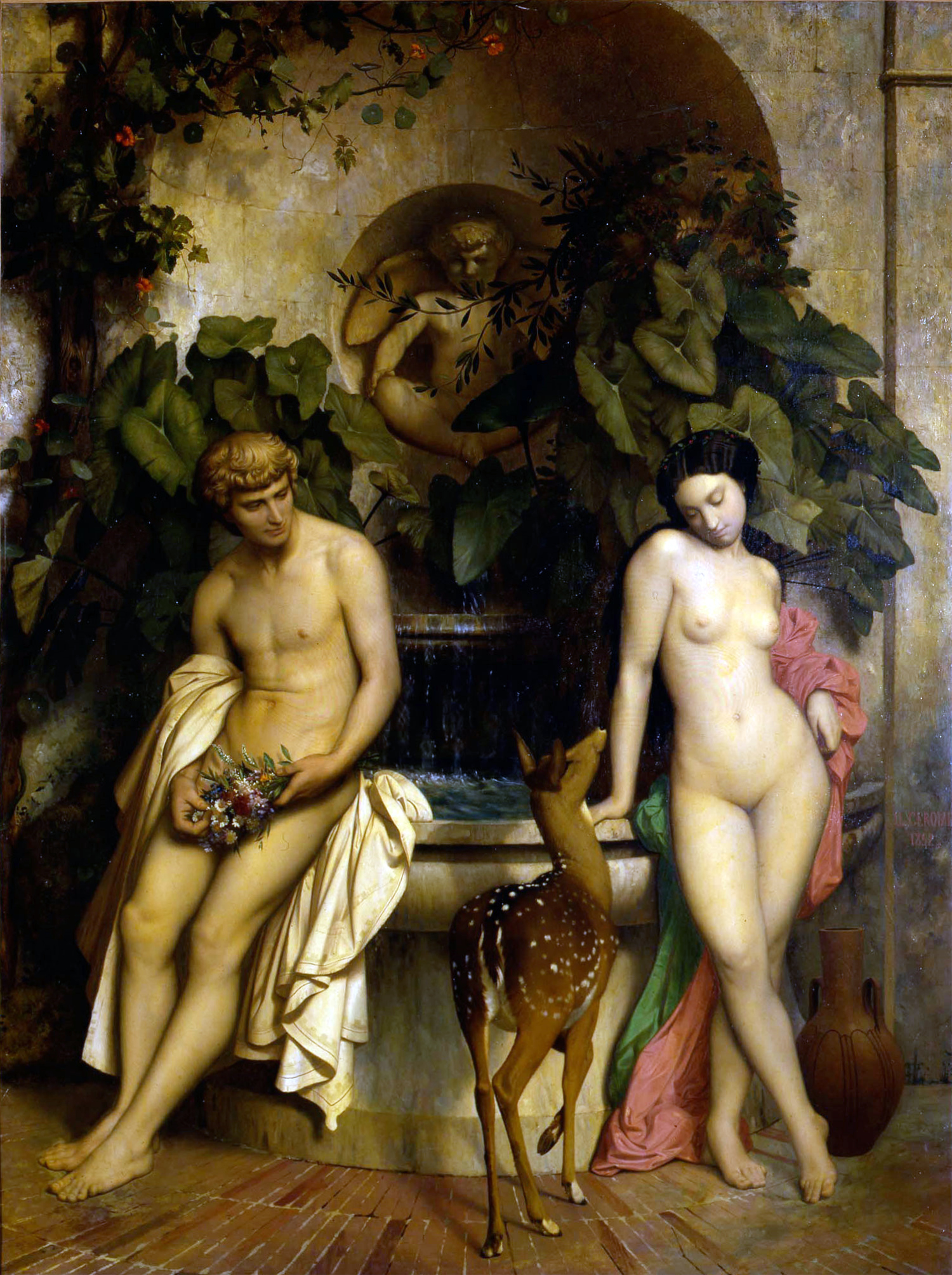
Gerome - An Idyll, 1852.
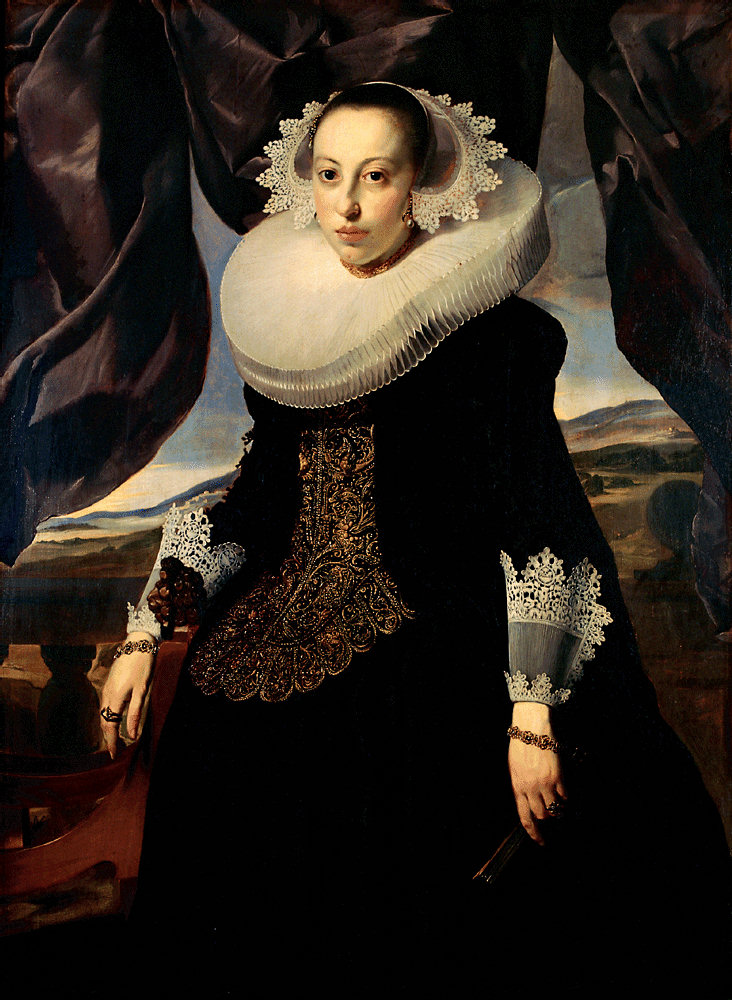
Thomas de Keyser, "Portret van een vrouw".

## Colecciones vegetales
Alrededor de un pabellón coronado por un minarete, ahora museo de historia natural, un paisaje de jardín Inglés en el que enormes ejemplares de árboles forman sombreados paseos, dos lagos, arroyos cristalinos.
Entre las secciones de sus cuidados jardines :
- Jardín « à l'anglaise » colección de rhododendron, azaleas, bulbos de primavera, plantas anuales y orangerie.[3]
- Arboreto, con aceres, castaños, abetos, cedros, robles, tilos, carpes, colección de variedades de hayas, nogales, thujas, Magnolia grandiflora, Magnolia soulangeana, Liriodendron tulipifera, Cryptomeria japonica, Cedrus libani, Koelreuteria, Sassafra, Sequoia, Celtis australis.

Algunos detalles en el "Jardin Messey".

Detalles
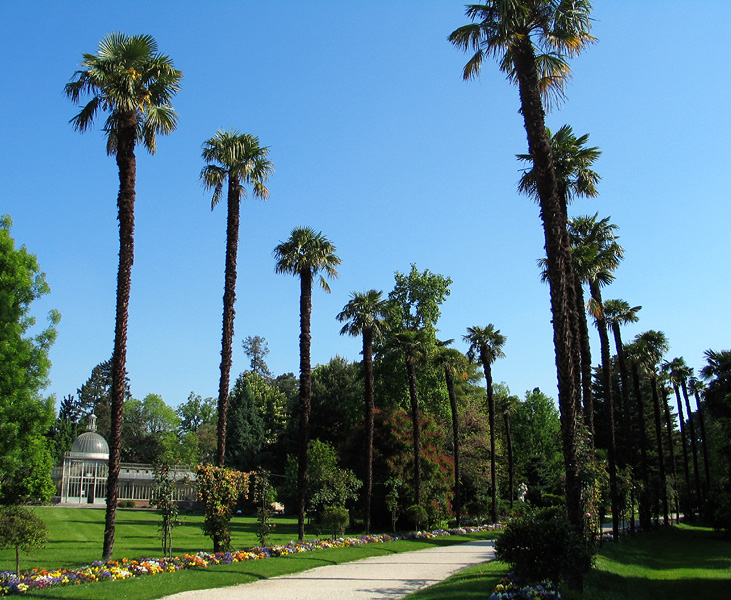
Una alameda de monumentales ejemplares de Trachycarpus.
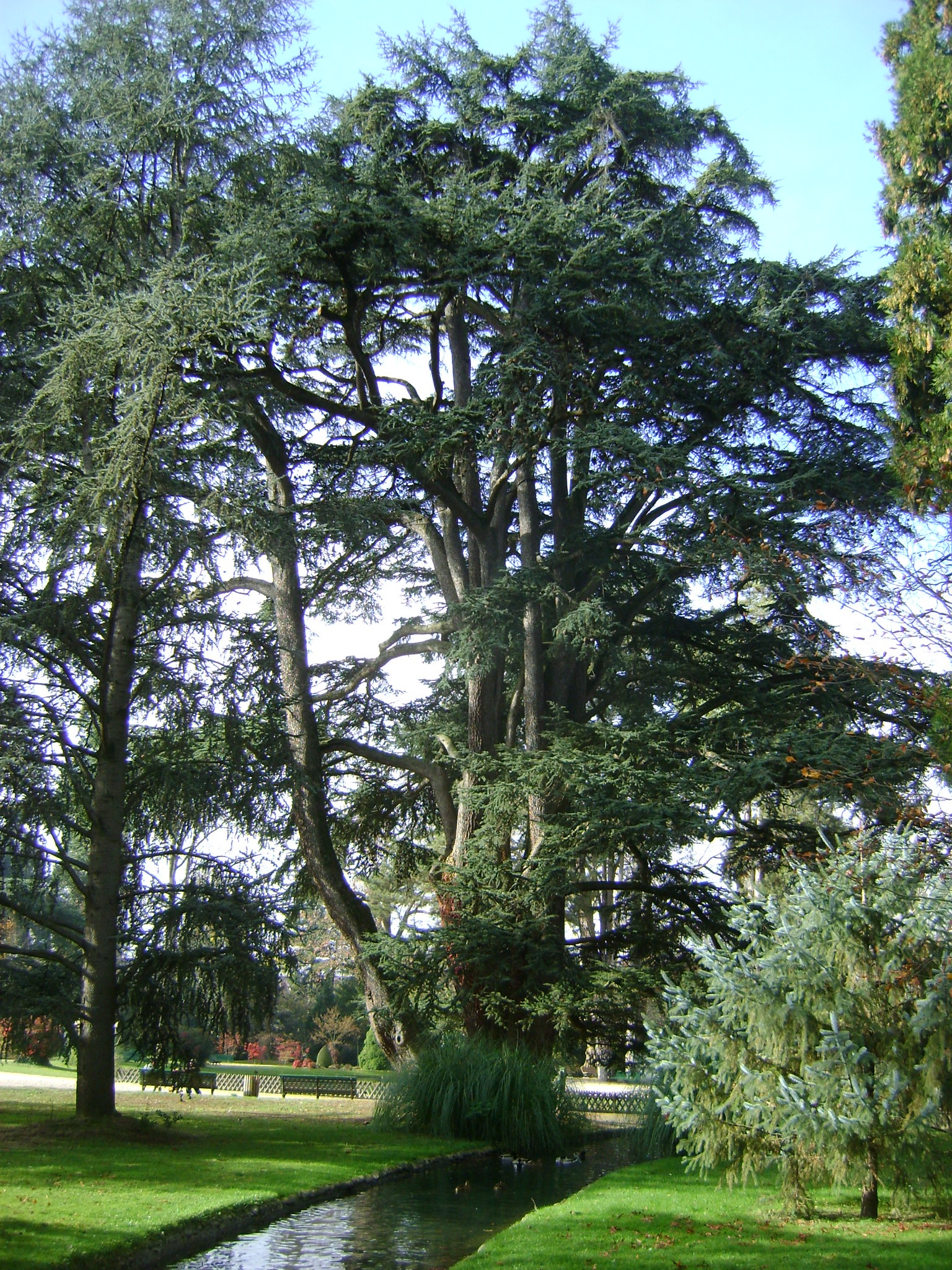
Ejemplares de Cedrus libani.
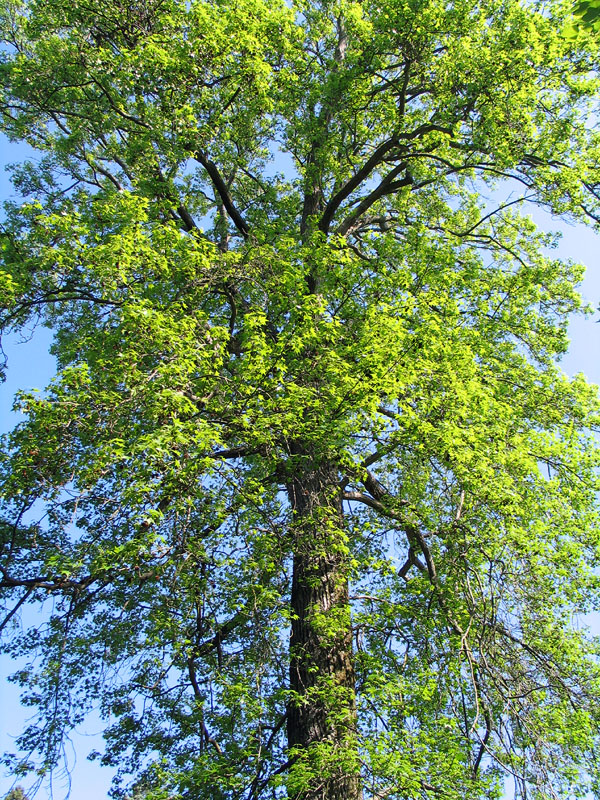
Ejemplar de Liquidambar.
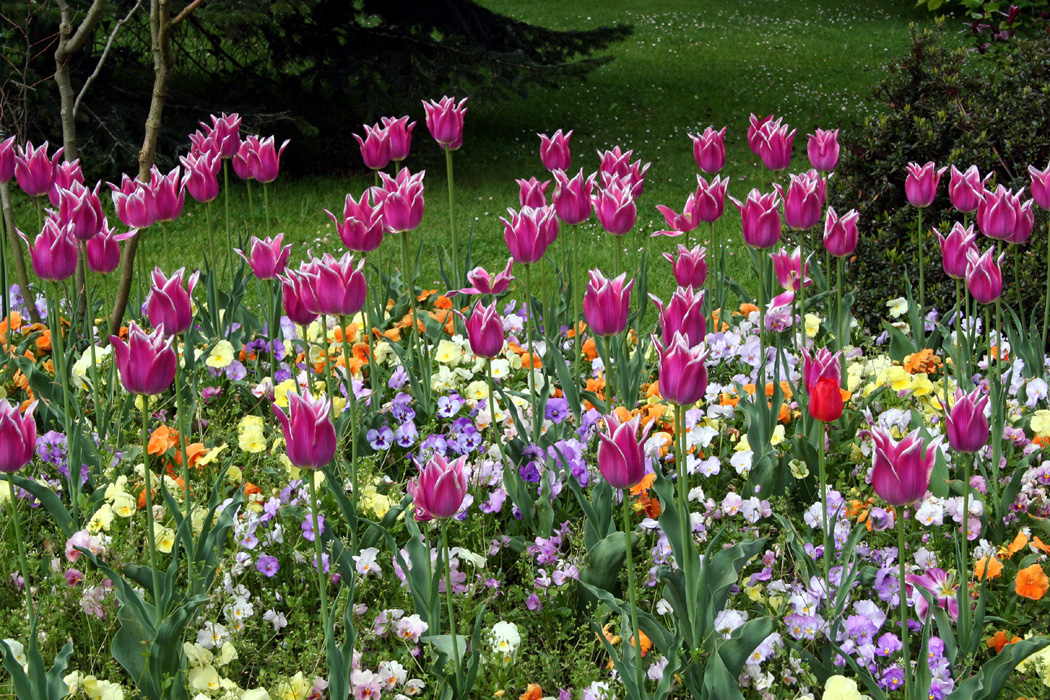
Flores de temporada.